# Щербаков, Алексей Сергеевич (комик)
Алексе́й Серге́евич Щербако́в (род. 15 декабря 1988, Зеленоград, Москва) — российский комик, юморист и видеоблогер. Участник проекта «Stand Up» на телеканале ТНТ, а также участник интернет-шоу «Что было дальше?».

## Биография
Алексей Щербаков родился 15 декабря 1988 года в Зеленограде. Воспитывался матерью и отчимом, также у него есть сестра. Его мать Юлия — домохозяйка, отчим Александр был сотрудником ГИБДД. По словам Алексея, его родной отец Сергей утонул в реке, это случилось, когда Алексей был маленьким.
В школьные годы увлекался музыкой и спортом: играл в местной рок-группе и занимался акробатикой и паркуром. Во время учёбы в школе познакомился с девушкой по имени Елена, которая потом стала его женой.
После окончания лицея Алексей пытался поступить в тот же университет, что и Елена, но не смог. Позднее он ушёл служить в армию, его служба проходила в 16-й отдельной гвардейской бригаде специального назначения в Тамбове. В 2011 году, после возвращения из армии, Алексей женился на Елене, за которой ухаживал 7 лет. В браке у них родился сын Данила, а позже второй сын, Егор. Щербаков устроился на работу монтажником в Московский метрополитен, где проработал 6 лет.

### 2012—2015: первые начинания, дебют на телевидении
В 2012 году Алексей Щербаков принял участие в третьем сезоне юмористического шоу «Comedy Баттл» на телеканале ТНТ с целью стать резидентом шоу «Comedy Club» и обеспечить свою семью. Членам жюри не понравилось выступление и Щербаков покинул шоу. Спустя год он вновь попробовал свои силы в четвёртом сезоне «Comedy Баттл». В первом туре Алексей выступал на следующий день после того, как его отчим умер от инсульта. Благодаря увидевшему в нём потенциал члену жюри Сергею Светлакову Алексею удалось пройти в следующий этап сезона, но в этом сезоне он не прошёл этап импровизации и вновь покинул шоу.
В 2013 году Щербаков создал свой канал на Youtube. По состоянию на сентябрь 2022 года он насчитывал 1,71 млн подписчиков и 95 млн просмотров.

### 2015 — настоящее время
В 2015 году Алексей Щербаков становится частым участником рубрики «Открытый микрофон» телешоу «Stand Up» на ТНТ, благодаря знакомству стендап-комиков Артура Чапаряна и Идрака Мирзализаде с основным резидентом шоу Славой Комиссаренко. Спустя несколько выступлений комику поступило предложение стать основным резидентом шоу, в котором он участвует по сей день.
В 2016 году периодически появлялся в интернет-шоу Артура Чапаряна и Идрака Мирзализаде «ВечерВечер», где снимался в скетчах и розыгрышах.
В 2018 году принял участие в третьем сезоне нового шоу для малоизвестных начинающих комиков «Открытый микрофон» на ТНТ. По мнению членов жюри, Алексей Щербаков был более опытным комиком по сравнению с другими, и по этой причине не продолжил участие в сезоне. В 2018 году становится участником шоу «Прожарка» на телеканале ТНТ4, в рамках которого участники высмеивают приглашённого гостя и своих коллег по шоу. В этом же году Щербаков стал резидентом YouTube-канала «LabelCom», в котором принимает участие в различных шоу: «Созвон», «Кто здесь комик», «Что было дальше?» и других.
18 декабря 2019 года Алексей Щербаков и команда шоу «Что было дальше?» стали гостями шоу «Вечерний Ургант» на «Первом канале».
28 января 2020 года стал гостем интернет-шоу «вДудь» Юрия Дудя в формате интервью.
В период пандемии (апрель 2020) принял участие в проекте Esquire, героями которого стали российские стендап-комики: Нурлан Сабуров, Алексей Щербаков, Юлия Ахмедова, Ваня Усович, Саша Малой, Василий Медведев, Евгений Чебатков, Расул Чабдаров, Денис Чужой и Кирилл Селегей.